# Serpulorbis squamigerus
Serpulorbis squamigerus, tên tiếng Anh: scaled wormsnail, là một loài ốc biển, là động vật thân mềm chân bụng sống ở biển trong họ Vermetidae.
This worm snail lives miền đông [[Thái Bình Dương Ocean.
This species is often cemented into colonies. It has no operculum.